# Honor 50
Honor 50 — лінія смартфонів, розроблених компанією Honor, що входять у флагманську серію «N». Лінія складається з Honor 50, 50 Pro та 50 SE. Були представлені 16 червня 2021 року. Також 23 вересня того ж року були представлені Huawei Nova 9 та Huawei Nova 9 Pro (стилізовано як HUAWEI nova 9 та HUAWEI nova 9 Pro), що є дуже подібними до Honor 50 та Honor 50 Pro відповідно. Honor пояснює схожість між смартфонами тим, що вони були розроблені до відділення Honor від Huawei.

## Дизайн
Екран виконаний зі скла. Корпус виконаний з пластику.
У Honor 50 SE знизу розташовані роз'єм USB-C, динамік та мікрофон. Зверху розміщені другий мікрофон та слот під 2 SIM-картки. З правого боку розміщені кнопки регулювання гучності та кнопка блокування смартфону.
В інших моделей знизу розташовані роз'єм USB-C, динамік, мікрофон та слот під 2 SIM-картки. Зверху розміщений другий мікрофон. З правого боку розміщені кнопки регулювання гучності та кнопка блокування смартфону.
Honor 50 та 50 Pro продаються в 4 кольорах: сріблястому (Frost Crystal), чорному (Midnight Black), червоному (Amber Red), зеленому (Emerald Green) та світло-фіолетовному з написами «Honor» (Honor Code).
Honor 50 SE продається у 3 кольорах: чорному, синьому та сріблястому.
Huawei Nova 9 та Nova 9 Pro продаються в 4 кольорах: чорному, зеленому, фіолетовому та синьому кольорах. В Україні Huawei Nova 9 продяється тільки у чорному та синьому кольорах.

## Технічні характеристики

### Платформа
Honor 50 та 50 Pro стали першими смартфонами, що отримали процесор Qualcomm Snapdragon 778G з графічним процесором Adreno 642L. Huawei Nova 9 та Nova 9 Pro отримали таку саму платформу.
Honor 50 SE отримав процесор MediaTek Dimensity 900 та графічний процесор Mali-G78 MC4.

### Батарея
Huawei Nova 9, Honor 50 та 50 SE отримали батарею об'ємом 4300 мА·год та підтримку швидкої зарядки на 66 Вт, а Huawei Nova 9 Pro та Honor 50 Pro — 4000 мА·год та підтримку швидкої зарядки на 100 Вт.

### Камера

#### Основна камера
Honor 50 та 50 Pro отримали основну квадрокамеру 108 Мп, f/1.9 (ширококутний) + 8 Мп, f/2.2 (ультраширококутний) + 2 Мп, f/2.4 (макро) + 2 Мп, f/2.4 (сенсор глибини) з фазовим автофокусом.
Honor 50 SE отримав основну потрійну камеру 108 Мп, f/1.9 (ширококутний) + 8 Мп, f/2.2 (ультраширококутний) + 2 Мп, f/2.4 (макро) з фазовим автофокусом
Huawei Nova 9 та Nova 9 Pro отримали основну квадрокамеру 50 Мп, f/1.9 (ширококутний) + 8 Мп, f/2.2 (ультраширококутний) + 2 Мп, f/2.4 (макро) + 2 Мп, f/2.4 (сенсор глибини) з фазовим автофокусом.
Усі моделі вміють записувати відео у роздільій здатності 4K@30fps.

#### Передня камера
Honor 50 отримав фронтальну камеру 32 Мп, f/2.2 (ширококутний).
Honor 50 Pro отримав подвійну фронтальну камеру 32 Мп, f/2.2 (ширококутний) + 12 Мп, f/2.4 (ультраширококутний) з кутом огляду 100˚.
Honor 50 SE отримав фронтальну камеру 16 Мп, f/2.2 (ширококутний).
Huawei Nova 9 отримав фронтальну камеру 32 Мп, f/2.0 (ширококутний).
Huawei Nova 9 Pro отримав подвійну фронтальну камеру 32 Мп, f/2.0 (ширококутний) + 32 Мп, f/2.4 (ультраширококутний) з кутом огляду 100˚.
Усі моделі вміють записувати відео у роздільій здатності 1080p@30fps.

### Екран
Honor 50 та Huawei Nova 9 отримали OLED-екран, 6.57", FullHD+ (2340 × 1080) зі щільністю пікселів 392 ppi, співвідношенням сторін 19.5:9, частотою оновлення дисплею 120 Гц, із загунитими краями та круглим вирізом під фронтальну камеру, що знаходиться зверху в центрі.
Honor 50 Pro та Huawei Nova 9 Pro отримали OLED-екран, 6.72", 2676 × 1236 зі щільністю пікселів 439 ppi, співвідношенням сторін 19.5:9, із загунитими краями та овальним вирізом під подвійну фронтальну камеру, що знаходиться зверху в лівому кутку.
Honor 50 SE отримав LTPS LCD-екран, 6.78", FullHD+ (2388 × 1080) зі щільністю пікселів 387 ppi, частотою оновлення дисплею 120 Гц та круглим вирізом під фронтальну камеру, що знаходиться зверху в центрі.
Також Huawei Nova 9 та Nova 9 Pro мають підтримку технології HDR10.

### Пам'ять
Honor 50 продається в комплектаціях 6/128, 8/128, 8/256 та 12/256 ГБ.
Honor 50 Pro продається в комплектаціях 8/256 та 12/256 ГБ.
Honor 50 SE продається в комплектаціях 8/128, 8/256 та 12/256 ГБ.
Huawei Nova 9 та Nova 9 Pro продаються в комплектаціях 8/128 та 8/256 ГБ.

### Програмне забезпечення
Смартфони лінійки Honor 50 були випущені на Magic UI 4.2 на базі Android 11. У глобальної версії Honor 50 присутні сервіси Google Play.
Китайські версії Huawei Nova 9 та Nova 9 Pro були випущені на HarmonyOS 2.0. Глобальна версія Nova 9 була випущена на EMUI 12 на базі Android 11. У моделей відсутні сервіси Google Play.